# Андрей Рубанов
Андрей Рубанов е руски сценарист и писател на произведения в жанра автобиографична проза, съвременен роман, научна фантастика и биопънк.

## Биография и творчество
Андрей Викторович Рубанов е роден на 25 юли 1969 г. в Узуново, Московска област, РСФСР. В периода 1982-1991 г. живее в Електростал. След отбиване на службата в армията в периода 1987-1989 г., завършва журналистика в Московския държавен университет. След дипломирането си работи като кореспондент на вестник, строителен работник, шофьор, бодигард, участва в предприемаческа дейност. През 1996 г. е арестуван по обвинения в измама, но през 1999 г. е оправдан. Лежи само три години за укриване на данъци.
В периода 1999-2000 г. живее в Чечения, където работи като секретар по печата към първия заместник пълномощен представител на правителството на Руската федерация в Чеченската република Билслан Гантамиров. След завръщането си в Москва в периода 2001-2007 г. се занимава с бизнес – продажба на промишлено оборудване. Заедно с работа си започва да пише. Първите му два ръкописа са неуспешни.
Първият му роман „Да раснеш на топло“ е публикуван чрез самиздат през 2005 г. и в голяма степен е автобиографичен. Книгата става бестселър и е преведена на различни езици.
През 2009 г. е издаден фантастичният му роман „Хлорофилия“, история за Москва от XXII век, в която неочаквано израстват гигантски стъбла, превръщайки града в джунгла.
Женен е за руската режисьорка и драматург Аглая Курносенко. Имат 2 деца – Антон и Ариадна.
Андрей Рубанов живее със семейството си в Москва.

## Произведения

### Самостоятелни романи
- Сажайте, и вырастет (2005)
Да раснеш на топло: Затворнически роман, изд.: ИК „Колибри“, София (2008), прев. Владимир Райчев
- Великая Мечта (2007)
- Боги богов (2011) – награда „Странник“
- Патриот (2017) – награда „Ясная Поляна“

### Серия „Животът е успешен“
1. Жизнь удалась (2008)
2. Психодел (2011)

### Серия „Готви се за война!“
1. Готовься к войне! (2009)
2. Йод (2010)

### Серия „Хлорофилия“
1. Хлорофилия (2009)
2. Живая земля (2010)

### Новели и разкази
- В бегах (2009)
- Тоже Родина (2011) – сборник разкази
- Стыдные подвиги (2012) – сборник разкази

### Екранизации
- 2016 Viking
- 2019 Vratar galaktiki